# Alexandre Lapandry
Alexandre Lapandry (Paray-le-Monial, 13 aprile 1989) è un rugbista a 15 francese, che gioca come terza linea ala nel Clermont in Top 14.

## Biografia
Lapandry esordì nel rugby professionistico con Clermont durante il Top 14 2008-09. L'annata successiva divenne campione di Francia giocando da titolare la finale contro il Perpignano. Nel novembre 2012 raggiunse le 100 presenze in tutte le competizioni con il Clermont e il mese seguente fu annunciato ufficialmente il suo prolungamento di contratto per due anni. Nel 2015 disputò, partendo dalla panchina, la finale del Top 14 2014-15 persa contro lo Stade français e nel dicembre dello stesso anno ufficializzò la sua permanenza nella squadra dell'Auvergne per altri quattro anni. La European Rugby Champions Cup 2016-2017 lo vide raggiungere un doppio traguardo: le 200 presenze con Clermont e la finale, in cui subentrò, persa con i Saracens; nella stessa stagione vinse il titolo francese per la seconda volta.
Lapandry fu il capitano della selezione francese under-20 durante il Sei Nazioni di categoria e il campionato del mondo giovanile del 2009. Lo stesso anno debuttò con la Francia, sotto la guida tecnica di Marc Lièvremont, durante il test match di novembre contro Samoa. Fece parte della nazionale francese che vinse il Grande Slam nel Sei Nazioni 2010 del quale disputò tre incontri partendo sempre dalla panchina. Dopo l'amichevole con Figi nel novembre dello stesso anno, giocò, nel 2011, solamente la partita del Sei Nazioni contro il Galles. Nel 2012 il commissario tecnico Philippe Saint-André lo convocò per il tour sudamericano contro l'Argentina che disputò per intero. Il Sei Nazioni 2014 lo vide in campo nelle due partite con Scozia e Irlanda. Dopo quattro anni in cui rimase fuori dalle scelte dei selezionatori transalpini, Jacques Brunel lo chiamò per preparare il Sei Nazioni 2018, ma poi lo scartò per motivi tecnici senza che fosse mai sceso in campo. L'attesa fu, però, breve in quanto giocò durante il tour estivo in Nuova Zelanda.

## Palmarès
- Campionati francesi: 2
Clermont: 2009-10, 2016-17
- Sei Nazioni: 1
Francia: 2010
- Challenge Cup: 1
Clermont: 2018-19